# ماكسيمينوس دايا
ماكسيمينوس دايا هو امبراطور روماني حكم في شرق الامبراطورية من سنة 308 إلى سنة 313. أعطاه خاله غاليريوس لقب القيصر ليصبح امبراطور الشرق. بعد وفاة غاليريوس دخل في صراع مع ليسينيوس. بسبب اضطهاده للمسيحيين قرر قسطنطين العظيم التحالف مع ليسينوس ليتم الإطاحة في سنة 313 بعد معركة تزيرالو. توفي في أغسطس من تلك السنة واختلف إذا قد مات بسبب السم أو بسبب المرض.